# Stefan Mäder (Manager)
Stefan Mäder (* 17. Mai 1963) ist ein Schweizer Manager. Er präsidiert den Verwaltungsrat der genossenschaftlich verankerten Versicherungsgesellschaft Die Mobiliar sowie den Schweizerischen Versicherungsverband SVV. Zudem ist er Mitglied des Vorstandsausschusses des Schweizer Wirtschaftsdachverbandes economiesuisse.

## Leben
Stefan Mäder promovierte 1994 an der Universität Zürich im Bereich Wirtschaftswissenschaften. Danach arbeitete er als Ökonom, unter anderem bei der Schweizerischen Nationalbank, sowie als wissenschaftlicher Mitarbeiter und Lehrbeauftragter an der Universität Zürich. Von 1996 bis 2010 war er in verschiedenen Führungsfunktionen für die Zurich Versicherung tätig, zuletzt als Finanzchef der Region Europa. Danach wechselte er als CFO und Mitglied der Konzernleitung zur Schweizer Börsenbetreiberin SIX Group.
Seit seinem Rücktritt 2017 bei der SIX ist Stefan Mäder als unabhängiger Verwaltungsrat tätig.
Stefan Mäder ist verheiratet und hat zwei erwachsene Söhne.